# 이브리움
이브리움 (c. 2300 BC)는 에블라왕국의 고대 지배자였다. 그는 에블라와 그에 속한 도시들을 지배하였고 가장 강력한 지배자가 되었다. 이브리움은 왕국에 절대적인 세습 왕조를 도입하였다. 그는 그의 아들 입비-시피시에 의해 계승되었다.
이브리움은 아슈르의 투디아와 조약을 체결하였는데 에블라에 의해 지배되는 교역 포스트의 사용에 관한 것이었다. 이때 에블라는 마리와 좋은 관계를 지녔다. 그리고 이브리움과 동시대 마리 왕은 이쿠르샤르였다.